# WNBA Draft 1998
Der zweite WNBA Draft fand am 28. April 1998 in den NBA Entertainment Studios in Secaucus, New Jersey, Vereinigte Staaten statt. Die Auswahlreihenfolge wurde auf Basis der Abschlusstabelle vom Vorjahr festgelegt.
Doch bevor der zweite WNBA Draft durchgeführt wurde, fand am 27. Jänner 1998 eine Initial Player Allocation statt, wo den beiden Expansion Teams Detroit Shock und Washington Mystics jeweils zwei Spielerinnen per Zufall zugeteilt wurden. Am 18. Februar 1998 fand schließlich der Expansion Draft für die Shock und Mystics statt.

## Expansion Draft
Abkürzungen: G = Guard, F = Forward, C = Center, ABL = American Basketball League

### Initial Player Allocation
| Pick | Spielerin                         | Nationalität            | WNBA-Team          | College/Junior/Klub-Team |
| ---- | --------------------------------- | ----------------------- | ------------------ | ------------------------ |
| 1    | Cindy Brown (F)                   | Vereinigte Staaten      | Detroit Shock      | Seattle Reign, ABL       |
| 2    | Razija Mujanovic (C)              | Bosnien und Herzegowina | Detroit Shock      | Bosnia and Herzegovina   |
| 3    | Nikki McCray (G)                  | Vereinigte Staaten      | Washington Mystics | Columbus Quest, ABL      |
| 4    | Alessandra Santos de Oliveira (C) | Brasilien               | Washington Mystics |                          |

### Expansion Draft
| Pick | Spielerin           | Nationalität       | WNBA-Team          | vorheriges WNBA-Team |
| ---- | ------------------- | ------------------ | ------------------ | -------------------- |
| 1    | Rhonda Blades (G)   | Vereinigte Staaten | Detroit Shock      | New York Liberty     |
| 2    | Heidi Burge (F)     | Vereinigte Staaten | Washington Mystics | Los Angeles Sparks   |
| 3    | Tajama Abraham (C)  | Vereinigte Staaten | Detroit Shock      | Sacramento Monarchs  |
| 4    | Penny Moore (F)     | Vereinigte Staaten | Washington Mystics | Charlotte Sting      |
| 5    | Tara Williams (G)   | Vereinigte Staaten | Detroit Shock      | Phoenix Mercury      |
| 6    | Deborah Carter (F)  | Vereinigte Staaten | Washington Mystics | Utah Starzz          |
| 7    | Lynette Woodard (G) | Vereinigte Staaten | Detroit Shock      | Cleveland Rockers    |
| 8    | Tammy Jackson (F/C) | Vereinigte Staaten | Washington Mystics | Houston Comets       |

## WNBA Draft
Abkürzungen: G = Guard, F = Forward, C = Center, ABL = American Basketball League

### Runde 1
| Pick | Spielerin            | Nationalität       | WNBA-Team           | College/Junior/Klub-Team                    |
| ---- | -------------------- | ------------------ | ------------------- | ------------------------------------------- |
| 1    | Małgorzata Dydek (C) | Polen              | Utah Starzz         |                                             |
| 2    | Ticha Penicheiro (G) | Portugal           | Sacramento Monarchs | Old Dominion University                     |
| 3    | Murriel Page (F/C)   | Vereinigte Staaten | Washington Mystics  | University of Florida                       |
| 4    | Korie Hlede (G)      | Vereinigte Staaten | Detroit Shock       | Duquesne University                         |
| 5    | Allison Feaster (F)  | Vereinigte Staaten | Los Angeles Sparks  | Harvard University                          |
| 6    | Cindy Blodgett (G)   | Vereinigte Staaten | Cleveland Rockers   | University of Maine                         |
| 7    | Tracy Reid (F/G)     | Vereinigte Staaten | Charlotte Sting     | University of North Carolina at Chapel Hill |
| 8    | Marija Stepanowa (C) | Russland           | Phoenix Mercury     |                                             |
| 9    | Alicia Thompson (C)  | Vereinigte Staaten | New York Liberty    | Texas Tech University                       |
| 10   | Polina Tzekova (F/C) | Bulgarien          | Houston Comets      |                                             |

### Runde 2
| Pick | Spielerin                 | Nationalität       | WNBA-Team           | College/Junior/Klub-Team          |
| ---- | ------------------------- | ------------------ | ------------------- | --------------------------------- |
| 11   | Olympia Scott (F/C)       | Vereinigte Staaten | Utah Starzz         | Stanford University               |
| 12   | Tangela Smith (F/C)       | Vereinigte Staaten | Sacramento Monarchs | University of Iowa                |
| 13   | Rita Williams (G)         | Vereinigte Staaten | Washington Mystics  | University of Connecticut         |
| 14   | Rachael Sporn (F)         | Australien         | Detroit Shock       |                                   |
| 15   | Octavia Blue (F)          | Vereinigte Staaten | Los Angeles Sparks  | University of Miami               |
| 16   | Suzie McConnell-Serio (G) | Vereinigte Staaten | Cleveland Rockers   | The Pennsylvania State University |
| 17   | Christy Smith (G)         | Vereinigte Staaten | Charlotte Sting     | University of Arkansas            |
| 18   | Andrea Kuklová (G/F)      | Slowakei           | Phoenix Mercury     |                                   |
| 19   | Nadine Domond (G)         | Vereinigte Staaten | New York Liberty    | University of Iowa                |
| 20   | Nyree Roberts (C)         | Vereinigte Staaten | Houston Comets      | Old Dominion University           |

### Runde 3
| Pick | Spielerin            | Nationalität       | WNBA-Team           | College/Junior/Klub-Team               |
| ---- | -------------------- | ------------------ | ------------------- | -------------------------------------- |
| 21   | LaTonya Johnson (F)  | Vereinigte Staaten | Utah Starzz         | University of Memphis                  |
| 22   | Quacy Barnes (C)     | Vereinigte Staaten | Sacramento Monarchs | Indiana University Bloomington         |
| 23   | Angela Hamblin (G/F) | Vereinigte Staaten | Washington Mystics  | University of Iowa                     |
| 24   | Gergana Branzova (F) | Ungarn             | Detroit Shock       | Florida International University       |
| 25   | Rehema Stephens (G)  | Vereinigte Staaten | Los Angeles Sparks  | University of California, Los Angeles  |
| 26   | Tanja Kostic (F)     | Schweden           | Cleveland Rockers   | Oregon State University                |
| 27   | Pollyanna Johns (C)  | Vereinigte Staaten | Charlotte Sting     | University of Michigan                 |
| 28   | Brandy Reed (F)      | Vereinigte Staaten | Phoenix Mercury     | The University of Southern Mississippi |
| 29   | Albena Branzova (F)  | Ungarn             | New York Liberty    | Florida International University       |
| 30   | Amaya Valdemoro (F)  | Spanien            | Houston Comets      |                                        |

### Runde 4
| Pick | Spielerin              | Nationalität       | WNBA-Team           | College/Junior/Klub-Team                |
| ---- | ---------------------- | ------------------ | ------------------- | --------------------------------------- |
| 31   | Tricia Bader (G)       | Vereinigte Staaten | Utah Starzz         | Boise State University                  |
| 32   | Adia Barnes (F)        | Vereinigte Staaten | Sacramento Monarchs | University of Arizona                   |
| 33   | Angela Jackson (C)     | Vereinigte Staaten | Washington Mystics  | University of Texas at Austin           |
| 34   | Sandy Brondello (G)    | Australien         | Detroit Shock       |                                         |
| 35   | Erica Kienast (F)      | Vereinigte Staaten | Los Angeles Sparks  | University of California, Santa Barbara |
| 36   | Tammye Jenkins (C)     | Vereinigte Staaten | Cleveland Rockers   | University of Georgia                   |
| 37   | Sonia Chase (G)        | Vereinigte Staaten | Charlotte Sting     | University of Maryland, College Park    |
| 38   | Karen Wilkins (G/F)    | Vereinigte Staaten | Phoenix Mercury     | Howard University                       |
| 39   | Vanessa Nygaard (F)    | Vereinigte Staaten | New York Liberty    | Stanford University                     |
| 40   | Monica Lamb-Lattin (C) | Vereinigte Staaten | Houston Comets      | University of Southern California       |